# Pittsburg (Kalifornia)
Pittsburg – miasto w Stanach Zjednoczonych, w stanie Kalifornia, w hrabstwie Contra Costa. Według spisu ludności z roku 2010, Pittsburg zamieszkuje 63 264 mieszkańców.

## Miasta partnerskie
- Isola delle Femmine, Włochy
- Shimonoseki, Japonia
- Pohang, Korea Południowa
- Yahualica, Meksyk
- Wenzhou, Chińska Republika Ludowa
- Shenyang, Chińska Republika Ludowa